# Paterson Ewen
Paterson Ewen né en 1925 à Montréal et mort en 2002 est un peintre canadien. 

## Carrière
William Paterson Ewen est né en 1925 à Montréal, Québec. Il fréquente l'Université McGill en 1946 et 1947, où il étudie la géologie et les beaux-arts avec John Lyman. De 1948 à 1950, il suit des cours à l'École d'Art et de Design au Musée des beaux-arts de Montréal, où il étudie avec Goodridge Roberts, Arthur Lismer, William Armstrong, et Jacques de Tonnancour.
L'influence de Goodridge Roberts est perceptible chez Ewen alors qu'il délaisse peu à peu la figuration pour un style plus abstrait.
À Montréal, Ewen rencontre des artistes du mouvement automatiste et devient un membre de l'Association des Artistes non-figuratifs de Montréal, fondée en 1956. Le travail d'Ewen s'oriente durant les années suivantes d'une facture gestuelle à un style plus plasticien.
En 1968, Ewen déménage à London, en Ontario, où il enseigne au Département des Arts Visuels de l'Université de Western Ontario durant 14 ans.
À partir de 1971, sa méthode de travail change significativement alors qu'il commence à travailler sur le contreplaqué au lieu de la toile. Il adopte pour ses œuvres le format de 4 × 8 pieds des feuilles de contreplaqué. Ewan creuse la surface du bois et peint dans le relief ainsi formé, ce qui donne lieu à sa série Phénomènes. Élu membre de l'Académie royale des arts du Canada en 1975, il est choisi en 1982 pour représenter le Canada à la Biennale de Venise.
Malgré des problèmes d'alcoolisme et de santé mentale qui l'affligeront jusqu'à sa mort en 2002, Ewen a été en mesure de créer une production importante et diversifiée. Son travail se retrouve dans les grandes institutions muséales canadiennes, notamment au musée des beaux-arts de l'Ontario, Musée national des beaux-arts du Québec, Vancouver Art Gallery, etc.